# حمزه‌علی کاویانی
حمزه‌علی کاویانی دریادار تکاور ارتش جمهوری اسلامی ایران است، که هم‌اکنون به‌عنوان جانشین فرمانده نیروی دریایی ارتش فعالیت می‌کند.
وی در اواخر جنگ ایران و عراق از اعضای نیروی دریایی ارتش بود. کاویانی در فاصله سال‌های ۱۳۹۰ تا ۱۳۹۶ فرماندهی تکاوران نیروی دریایی ارتش را برعهده داشت، از ۱۳۹۶ تا ۱۳۹۹ معاون هماهنگ‌کننده و رئیس ستاد نیروی دریایی ارتش بود و از بهمن‌ماه ۱۳۹۹ جانشین فرمانده نیروی دریایی ارتش است.